# Couchmaster
Couchmaster è il quinto album in studio del gruppo The Bats, pubblicato nel 1995 dalla Flying Nun Records.

## Tracce
Testi e musiche di Robert Scott, escluso dove indicato diversamente.
1. Outside – 0:52
2. Afternoon in Bed – 5:13
3. Around You Like Snow – 2:40
4. Work It Out – 2:50
5. Train – 0:48
6. Land o' Lakes – 3:44
7. Chain Home Low (The Bats) – 3:03
8. Supernova – 3:29
9. Shoeshine (The Bats, Kaye Woodward) – 3:42
10. Crow Song (The Bats) – 5:57
11. Smorgasboard (The Bats) – 1:35
12. Knowledge is Power – 4:05
13. It's Happening to You – 3:03
14. Lost Weekend – 2:43
15. For the Ride – 3:42
16. Out of Bounds – 3:27
17. Down to Me – 3:13

## Musicisti
- Paul Kean (basso, voce, ukulele, cori)
- Malcolm Grant (batteria, percussioni)
- Robert Scott (voce, chitarra, tastiere)
- Kaye Woodward (voce, chitarra)